# Arabisches Museum für moderne Kunst
Das Arabische Museum für moderne Kunst (Mathaf; arabisch المتحف العربي للفن الحديث, DMG al-matḥaf al-ʿarabī li-l-fann al-ḥadīṯ, englisch Mathaf: Arab Museum of Modern Art) ist das zweite Kunstmuseum im Emirat Katar und das erste Museum für moderne Kunst der Arabischen Halbinsel. Es wurde am 30. Dezember 2010 in ar-Rayyan bei Doha eröffnet.

## Anlage
Das Museum wurde zunächst 2008 als großer, kostspieliger Neubau des Architekten Rafael Viñoly in der futuristischen Form einer Sanddüne geplant, ist aber bis zu dessen nicht absehbarer Realisierung im jetzigen, provisorischen Gebäude untergebracht. Es befindet sich in der Stadt ar-Rayyan im Stadtteil Education City, die in der Peripherie Dohas, der Hauptstadt Katars, liegt. Es befindet sich etwa zwölf Kilometer westlich der Altstadt von Doha. Der vom französischen Architekten Jean-François Bodin entworfene Bau integriert ein vorhandenes, leerstehendes Schulgebäude und wurde innerhalb eines Jahres für etwa acht Millionen Euro errichtet.
Das arabische Wort „Mathaf“ bedeutet Museum. Das von Scheich Hassan bin Mohamed bin Ali Al-Thani, dem Vize-Vorsitzenden der Qatar Museum Authority (QMA), in Auftrag gegebene Museum verfügt über eine Ausstellungsfläche von etwa 5.500 Quadratmetern, verteilt auf zwei Stockwerke. Mit einer Sammlung von 6.300 Arbeiten und Plänen für ein Forschungszentrum ist das Museum das erste seiner Art in der Region und soll als Anziehungsort für die moderne Kunst in der gesamten arabischen Welt dienen, wie die Tochter des bis 2013 regierenden Emirs und Vorsitzende der QMA, al-Mayassa al-Thani, sagt: „we are making Qatar the place to see, explore and discuss the creations of Arab artists of the modern era and of our own time“.
Zum Gebäudekomplex gehören eine Forschungsbibliothek, ein Café, ein Museumsladen sowie die Funktions- und Ausstellungsräume. Der Besucher betritt den Museumskubus über die überdachte Außenterrasse des Cafés und trifft im Verbindungsgang zum Hauptgebäude in den Abendstunden auf Projektionen von Videos und Filmproduktionen. Das nüchterne und informelle Gebäudeinnere sucht die Balance zwischen Alt und Neu, entsprechend der ausgestellten Kunstsammlung.
Das Museum soll den globalen Dialog, Forschung und Wissenschaft fördern, das interessierte Publikum engagieren und so Teil der Kulturlandschaft der Golfregion und der arabischen Diaspora werden.

## Sammlung

### Vorgeschichte und Eröffnung
Der Ausgangspunkt der Sammlung ist die private Kollektion Hassan bin Mohamed bin Ali Al Thanis, der 1986 sein erstes Gemälde gekauft und der bis zur Museumseröffnung 6000 Kunstwerke gesammelt hatte, die größte Sammlung moderner Kunst in Arabien. Mit der Öffnung der Sammlung für die Öffentlichkeit verknüpfte er die Hoffnung: „We want this museum to become the home of Arab modern art in the Middle East“. Bei der Eröffnung waren der frühere französische Premier Dominique de Villepin (Beirat des Museums) und der Künstler Jeff Koons anwesend. Yan Pei-Ming steuerte ein Bild des damaligen Emirspaares bei. 
An der Eröffnung war auch der irakische Video-Künstler Wafaa Bilal mit einer Videoinstallation beteiligt, die Momentaufnahmen einer an seinem Hinterkopf montierten Kamera im Zeitraffer zeigt.

### Ausstellungen
Die Kuratoren des Museums, Nada Shabout, Wassan Al-Khudhairi und Deena Chalabi, hatten die Aufgabe, neue Perspektiven im Arabischen Modernismus aufzuzeigen, und konzipierten unter diesem Leitgedanken zur Eröffnung drei Ausstellungen. Deren wichtigste war „Sajjil: Ein Jahrhundert Moderner Kunst“, die Werke von über hundert Künstlern aus der Sammlung Scheich Hassans zeigte. Vertreten waren Dia Azzawi aus dem Irak, Saloua Raouda Choucair aus dem Libanon,  Fuad Al-Futaih aus dem Jemen, Prinzessin Wijdan Ali aus Jordanien und Hassan Sharif aus den Vereinigten Arabischen Emiraten. Es gelang, einen bisher weitgehend im In- und Ausland vernachlässigten Teil arabischer Kultur, die Malerei, in der internationalen Kunstwelt bewusst und bekannt zu machen.
Weitere Ausstellungen waren:
- 2014: Mona Hatoum: Turbulence.
- 2014: Shirin Neshat: Afterwards.
- 2015: Wael Shawky: Crusades and Other Stories.

## Organisatorisches
Die oberste Leitung hat als Vorsitzende des QMA Scheicha Al Mayassa bint Hamad bin Khalifa Al-Thani, die Tochter des bis 2013 herrschenden Emirs von Katar, die 2012 in die Forbes-Liste der 100 einflussreichsten Frauen der Welt aufgenommen wurde. Sie war für die Einrichtung des Museums und die Eröffnung zuständig. Wassan Al-Khudhairi war die Chefkuratorin und Direktorin des Museums (bis Juli 2012). Seit Juni 2013 ist Abdellah Karroum Direktor.
Das Mathaf wird als Teil der Education City von der Betreibergesellschaft Qatar Foundation and Education City verwaltet.